# Miłki (stacja kolejowa)
Miłki – zlikwidowana stacja kolejowa w Miłkach na linii kolejowej Giżycko – Orzysz, w powiecie giżyckim, w województwie warmińsko-mazurskim, w Polsce.